# Coprosma pedicellata
Coprosma pedicellata là một loài thực vật có hoa trong họ Thiến thảo. Loài này được Molly, P.J.Lange & B.D.Clarkson mô tả khoa học đầu tiên năm 1999.